# Ожер
Оже́р (фр. Augères) — коммуна во Франции, находится в регионе Лимузен. Департамент коммуны — Крёз. Входит в состав кантона Беневан-л’Аббеи. Округ коммуны — Гере.
Код INSEE коммуны — 23010.

## Население
Население коммуны на 2010 год составляло 129 человек.
| 1962 | 1968 | 1975 | 1982 | 1990 | 1999 | 2010 |
| ---- | ---- | ---- | ---- | ---- | ---- | ---- |
| 278  | 254  | 187  | 178  | 146  | 146  | 129  |

## Экономика
В 2010 году среди 76 человек трудоспособного возраста (15—64 лет) 46 были экономически активными, 30 — неактивными (показатель активности — 60,5 %, в 1999 году было 60,8 %). Из 46 активных жителей работали 43 человека (25 мужчин и 18 женщин), безработных было 3 (2 мужчин и 1 женщина). Среди 30 неактивных 4 человека были учениками или студентами, 15 — пенсионерами, 11 были неактивными по другим причинам.